# Bundesstraße 52
Die Bundesstraße 52 ist eine 4 Kilometer lange Bundesstraße zwischen Reinsfeld/Höfchen und der Innenstadt von Hermeskeil im Landkreis Trier-Saarburg in Rheinland-Pfalz.
Bis Anfang 2015 hatte sie eine Länge von 31 Kilometern und verlief von Hermeskeil nach Trier-Ehrang, Anschluss A 64, Parkplatz Dicke Buche im Pfalzeler Wald.
Das 22 Kilometer lange Teilstück von Kenn, Anschluss A 602, bis Reinsfeld, Anschluss B 407, war zur L 151 herabgestuft worden, weil die A 1 mittlerweile über das Autobahndreieck Moseltal in den Hochwald nach Reinsfeld führt.
Das etwa 5 Kilometer lange Teilstück von Kenn über die Moselbrücke Ehrang bis zum Anschluss der A 64 im Pfalzeler Wald wurde im April 2021 zur neuen A 64a hochgestuft. Diese Strecke ist Teil der Europastraße 44 und war 1983 fertiggestellt worden.
Ursprünglich verlief die Bundesstraße 52 von Trier-Ruwer über das Ruwertal in Richtung Hinkelhaus/Osburg-Neuhaus/Reinsfeld/Hermeskeil bis zum Neubau der Strecke Anfang der 1970er Jahre zwischen Trier-Ruwer/Kenn und Thomm.
Der Abschnitt durch das Ruwertal wurde nach der Neutrassierung zur L 149 abgestuft.
Die Reichsstraße 52 verlief von Trier über Hermeskeil und Türkismühle ins Saargebiet.
Seit alten Zeiten verlief zwischen Trier-Ruwer und Hermeskeil die Alte Poststraße, die noch in Trier-Ruwer, in Kenn und in Hermeskeil als Straßenbezeichnung erhalten ist.

## Verkehrsaufkommen
Die durchschnittliche tägliche Verkehrsstärke (DTV) im Jahre 2010 reichte von etwa 5.400 Fahrzeugen zwischen Osburg und Reinsfeld bis zu 27.100 Fahrzeugen zwischen den Anschlussstellen Trier-Ehrang (B 53) und Trier-Ehrang (A 602).
Im Jahre 2015 waren es von 5.900 Fahrzeugen zwischen Reinsfeld und Hermeskeil bis zu 29.900 Fahrzeugen zwischen B 53 und AS Trier-Ehrang (A 602).
Die B 52 hatte 2021 auf dem Zählabschnitt zwischen Höfchen (B 407) und Hermeskeil (L 147) eine DTV von 6.573 Fahrzeugen
und zwischen Hermeskeil (L 147) und Hermeskeil (B 327) eine DTV von 9.270 Fahrzeugen.